# 21461 Алексчерняк
21461 Алексчерняк (1998 HS60, 1983 VO1, 21461 Alexchernyak) — астероїд головного поясу, відкритий 21 квітня 1998 року.
Тіссеранів параметр щодо Юпітера — 3,657.